# Namibia First Division 2013/14
Die Saison 2013/14 der Namibia First Division wurde zwischen Oktober 2013 und August 2014 ausgetragen. Diese Saison war erstmals in eine südliche (SSFD) und zwei nördliche (NEFD und NWFD) Teilligen untergliedert.

## Southern Stream
Die Saison des Southern Streams wurde bereits im März 2014 beendet.
1. Citizens FC – 52 Punkte – Aufsteiger

2. Rebels FC – 48 Punkte – Relegation

3. UNAM FC – 40 Punkte

x. Bee Bob Brothers FC

x. Desert Rollers FC

x. Spartans FC

x. Spoilers FC

x. Try Again FC

x. Windhoek United FC

x. Young Brazilians

11. Celtic FC – Absteiger

12. Young Beauties FC – Absteiger
Endstand: 17. März 2014

## Northern Stream

### Osten
12 Mannschaften traten in der Saison 2013/2014 in der östlichen Teilliga des Northern Stream an.
1. . Julinho Sporting FC – Aufstiegsplatz
2. . Benfica FC[4] – Relegation

Endstand: 28. April 2014

### Westen
12 Mannschaften traten in der Saison 2013/2014 in der westlichen Teilliga des Northern Stream an.
1. Touch & Go FC – Aufsteiger

2. Mighty Gunners – Relegation

x. Oshikango Chiefs FC – 36 Punkte

x. Bingo FC

x. Chief Santos FC

x. Eastern Chiefs FC

x. Katima Wonderers FC

x. King Fisher FC

x. Ohangwena Nampol

x. Ondangwa United FC

x. Young Rangers
Stand: 8. April 2014